# کشته شدن یحیی سنوار
در ۱۷ اکتبر ۲۰۲۴ نیروهای دفاعی اسرائیل و شاباک گزارش کردند که یحیی سنوار، شبه‌نظامی و رهبر حماس روز گذشته در جنوب نوار غزه، در درگیری مسلحانه با تیپ بیسلماخ، در رفح کشته شد. یک پهپاد مجهز به دوربین برای اطمینان از خالی بودن یک ساختمان از شبه‌نظامیان وارد شد و گلوله‌های تانک به سمت ساختمان شلیک شد. رادیو ارتش اسرائیل اعلام کرد که آزمایش‌های دی‌ان‌ای در حال انجام است. پلیس اسرائیل در بیانیه‌ای اعلام کرد که جسد با سوابق دندانی و اثر انگشت سنوار مطابقت دارد. سنوار، که یکی از افراد تحت تعقیب اسرائیل پس از حمله ۷ اکتبر بود، با دو نفر دیگر در ساختمان بود. عملیات نظامی تصادفی توصیف شد و از پیش برنامه‌ریزی نشده بود. بازرسانی که از سنوار و همچنین یک دندانپزشک بازجویی کردند برای شناسایی جسد فراخوانده شدند. جسد به اسرائیل منتقل شد.
در زمان کشته شدن سنوار هیچ تلفاتی به غیرنظامیان وارد نشد. در بیانیه مشترک سخنگوی ارتش اسرائیل و شاباک آمده است: «هیچ نشانه‌ای از حضور گروگان‌ها در منطقه وجود ندارد.»
بنیامین نتانیاهو، نخست‌وزیر اسرائیل، اعلام کرد که مرگ سنوار سرآغاز عصر جدیدی بدون حاکمیت حماس بر غزه است و از مردم غزه خواست تا از فرصت برای رهایی از ظلم آن استفاده کنند و افزود که گروگان‌ها در صورت تسلیم شدن و آزادی آنها در امان خواهند بود. جو بایدن، رئیس‌جمهور آمریکا، با تشبیه مرگ سنوار با کشتن اسامه بن لادن، گفت: «این روز خوبی برای اسرائیل، ایالات متحده و جهان است» و تأکید کرد که فرصتی برای «یک روز بعد» در غزه بدون حماس است.

## پس‌زمینه
یحیی سنوار از فوریه ۲۰۱۷ به عنوان رهبر حماس در نوار غزه خدمت می‌کرد. ویژگی رهبری او تمرکز بر تقویت نظامی و اتحاد با ایران و حزب‌الله بود. متعهد به نابودی اسرائیل، تصور می‌شود که او در کنار محمد ضیف، یکی از معماران اصلی حمله ۷ اکتبر حماس به اسرائیل در سال ۲۰۲۳ باشد. این گروه تحت رهبری او، دو سال پیش از اجرای آن، این حمله را برنامه‌ریزی کرده بود. سنوار با آغاز این حمله، مرگبارترین روز در تاریخ اسرائیل، جنگ اسرائیل و حماس—یکی از مرگبارترین درگیری‌ها در مبارزات اسرائیل و فلسطین—که منجر به واکنش نظامی شد که منجر به ویرانی گسترده، تلفات، و آواره شدن به سرزمین مادری‌اش غزه شد. او همچنین ایران و دیگر اعضای محور مقاومت، از جمله حزب‌الله—که توانایی‌هایشان به‌دلیل اقدامات اسرائیل به‌طور قابل‌توجهی کاهش یافته است—همراه با جنبش حوثی‌ها و شبه‌نظامیان عراقی را به جنگ با اسرائیل کشانده است. در سپتامبر ۲۰۱۵، سنوار توسط دولت ایالات متحده به‌عنوان تروریست شناخته شد. در سپتامبر ۲۰۲۴، وزارت دادگستری آمریکا اتهامات جنایی را علیه سنوار به‌دلیل نقش او در حملات ۷ اکتبر اعلام کرد.
در فوریهٔ ۲۰۲۴، ویدئویی از حرکت سنوار در یک تونل با خانواده‌اش منتشر شد. همچنین در ماه اوت گمانه زنی‌هایی وجود داشت مبنی بر اینکه او با شنل زنانه از بالای زمین ظاهر می‌شود. همان‌طور که در ماه مه اعلام شد، قرار بود دیوان کیفری بین‌المللی کیفرخواست جنایات جنگی علیه سنوار صادر کند. سنوار در ۶ اوت ۲۰۲۴ پس از ترور اسماعیل هنیه به‌عنوان رئیس دفتر سیاسی جنبش انتخاب شد.
بنا بر گزارش‌ها، اسرائیل ماه‌ها از مخفی شدن سنوار در محله تل‌السلطان رفح آگاه بود، اگرچه مکان دقیق وی ناشناخته باقی مانده بود. در ۳۱ اوت، شش گروگان در مجاورت ساختمانی که سنوار در آن کشته شد، به قتل رسیدند. گفته می‌شود که او با آنها در یک تونل بوده است.

## کشتن
در ۱۷ اکتبر ۲۰۲۴، نیروهای دفاعی اسرائیل، «احتمال زیاد» کشته شدن سنوار در رفح را گزارش کردند. ارتش اسرائیل روز گذشته با گروهی از شبه‌نظامیان حماس درگیر شده بود و سه عامل آن را کشت. این تیراندازی توسط سربازان وظیفه از تیپ بسلاماچ انجام شد به گفته کان، که نمی‌دانستند با چه کسی می‌جنگیدند، هیچ گروگانی در آن نزدیکی نبود. به‌گفتهٔ یکی از سخنگویان ارتش اسرائیل، سنوار در یک ساختمان آسیب‌دیده بوده است و پیش از شلیک یک تانک به سمت سازه، از ناحیه دست مورد اصابت گلوله قرار گرفت و منجر به مرگ وی شد.

### ترتیب رویدادها
در ۱۶ اکتبر ۲۰۲۴، تقریباً ساعت ۱۰ صبح، نیروهای ارتش اسرائیل متوجه ورود و خروج چهره‌های مشکوک به ساختمانی در مجاورت خود شدند و پس از آن دستور درگیری صادر شد. در ساعت ۳ بعدازظهر یک هواپیمای بدون سرنشین ارتش اسرائیل سه نفر را در حال خروج از ساختمان شناسایی کرد که دو نفر آنها را با پتو پوشانده بودند و برای نفر سوم مسیر را باز کردند. سربازان تیراندازی کردند و گروه پراکنده شدند، دو نفر وارد یک ساختمان شدند و سومی که بعداً ثابت شد سنوار است، وارد ساختمان دیگری شد. در این درگیری یک سرباز ارتش اسرائیل به شدت مجروح شد. سپس یک تانک یک گلوله به محل سنوار شلیک کرد. سپس سربازان عقب‌نشینی کردند و یک پهپاد فرستادند که یک چهره مجروح را با صورت پوشیده شناسایی کرد. سنوار سرانجام با فروریختن بخشی از ساختمان بالای سرش کشته شد.
پس از این حادثه، سربازان هنگام ارزیابی ساختمان فروریخته، جسدی شبیه به سنوار را کشف کردند که جلیقه تاکتیکی به تن داشت. یک AK-47 و اقلام دیگری که از شخص وی یافت شد شامل منتوس، ۴۰٬۰۰۰ شکل پول نقد، یک فندک و یک شناسه کارمند اونروا بود. گزارش شده است که این سه جسد حاوی پول نقد، اسلحه و شناسنامه‌های جعلی بودند.
به دنبال آن مقامات اسرائیلی کابینه امنیتی را از مرگ احتمالی سنوار مطلع کردند. نیروهای ارتش اسرائیل در طول عملیات سنوار را هدف قرار ندادند و حضور او در منطقه را پیش‌بینی نمی‌کردند.
گزارش‌های اولیه حاکی از آن بود که آزمایش‌های دی‌ان‌ای، دندان و اثرانگشت برای شناسایی رسمی انجام خواهد شد، زیرا ارتش اسرائیل سوابق سنوار را از دوران زندانش در اختیار دارد. عکس‌هایی در رسانه‌های اجتماعی منتشر شد که ظاهراً جسد سنوار را با زخم‌هایی در سر و پا نشان می‌داد. به گزارش نیویورک تایمز، این عکس‌ها با فیلم‌های آرشیوی سنوار از جمله دندان‌های کج و خال‌های متمایز مطابقت داشتند.

## جسد
پس از ورود مجدد نیروهای اسرائیل به منطقه، جسد سنوار را در ساختمان ویران شده پیدا شد و بر اساس شباهت احتمال دادند که جسد برای سنوار باشد. سربازان اسرائیلی، انگشت اشاره سنوار را از بدنش جدا کردند و برای شناسایی به اسرائیل فرستادند. بعد از ظهر، جسد نیز به اسرائیل منتقل شد. جسد سنوار از طریق پرونده‌های دندانپزشکی و آزمایش DNA شناسایی شد و بلافاصله پس از آن مقامات اسرائیلی مرگ وی را تأیید کردند. یک آسیب‌شناس اسرائیلی گزارش داد که جسد جراحات متعددی به دلایل مختلفی داشته و سنوار بر اثر اصابت گلوله به سر جان خود را از دست داده است. این ضربه باعث آسیب شدید مغزی به او شده بود. در گزارش کالبدشکافی او آمده بود که آثار جراحات ناشی از اصابت گلوله تانک به او نیز وجود داشته است.
روزنامه اسرائیلی یدیعوت اخرونوت که همچنین عکس‌هایی از جسد منتشر کرد، تأیید کرد که واحد پلیس پزشکی قانونی اسرائیل با سوابق دندان‌پزشکی سنوار مطابقت کامل داشته است. پلیس اسرائیل در بیانیه‌ای اعلام کرد که جسد با سوابق دندانی و اثر انگشت سنوار مطابقت دارد.

## تجزیه و تحلیل
آسوشیتد پرس، مرگ سنوار را یک «نقطه عطف دراماتیک» در جنگ توصیف کرد. برخی رسانه‌ها و فعالان رسانه‌ای به تناقض سخنان مقامات اسرائیلی در حضور سنوار در تونل‌های زیرزمینی و سپر انسانی قرار دادن گروگان‌ها با حضور او در میان میدان نبرد واکنش نشان دادند. برخی انتشار فیلم لحظات آخر زندگی سنوار که توسط پهپاد اسرائیلی ضبط شده بود را اشتباه ارتش اسرائیل در ساختن یک اسطوره از سنوار دانستند. این احتمال داده می‌شد که انتشار این فیلم با هدف تخریب روحیه نیروهای حماس صورت گرفته باشد. این موضوع انتقادهای رسانه‌ای زیادی را متوجه مقامات اسرائیل کرد.
اکونومیست گزارش داد که پس از مرگ یحیی سنوار، حماس در زمینه پویایی قدرت و جهت‌گیری ایدئولوژیک خود با کشمکش‌های داخلی مواجه است. برایان کارتر از مؤسسه مطالعه جنگ نوشت که مرگ سنوار مسیر جنگ را تغییر نخواهد داد و خاطرنشان کرد که حماس هنوز فرماندهان توانمندی دارد. علاوه بر این، وی اظهار داشت که آزادی گروگان‌ها بعید است، زیرا حماس می‌خواهد از آنها برای تحت فشار گذاشتن اسرائیل برای خروج کامل از غزه استفاده کند، اقدامی که او آن را کاملاً غیرقابل قبول می‌خواند، زیرا حماس را قادر می‌سازد تا توانایی‌های نظامی خود را بازسازی کند.
تحلیلگران طرفدار اسرائیل پیش‌بینی کردند که قتل سنوار فرصتی برای بازگرداندن گروگان‌ها و کاهش تنش بود. گرشون باسکین که به مذاکره در مورد قرارداد شالیت در سال ۲۰۱۱ کمک کرد، گفت که معامله کامل گروگان ممکن است ۳ تا ۴ روز طول بکشد. مدیر عامل انجمن سیاست اسرائیل دیوید هالپرین و رئیس جی ستریت جرمی بن امی، پیش‌بینی کردند که قتل سنوار فرصتی برای بازگرداندن گروگان‌ها و کاهش تنش بود. گرشون باسکین، که به مذاکره در تبادل زندانی گیلاد شلیت نقش داشت، گفت که معامله کامل گروگان ممکن است ۳ تا ۴ روز طول بکشد.همچنین گیورا ایلند، رئیس سابق شورای امنیت ملی اسرائیل، به کانال ۱۲ نیوز اسرائیل گفت: «فرصت پایان دادن به جنگ به‌طور کامل، و همچنین در لبنان، ... کاملاً در دستان ما است. تا شرایط خود را برای پایان دادن به جنگ‌ها در هر دو جبهه ارائه کند.

## واکنش‌ها

### حماس
در ابتدا، خبرگزاری غزه، از رسانه‌های وابسته به حماس، مرگ سنوار را تکذیب کرد و انتشار این خبر را برای کسب اطلاعات از سنوار توسط نیروهای امنیتی اسرائیل دانست. یک روز بعد، در ۱۸ اکتبر، مرگ سنوار توسط باسم نعیم، یکی از مقامات حماس تأیید شد. او گفته بود که «حماس با حذف هر یک از رهبرانش، قوی‌تر و محبوب‌تر می‌شود.» خلیل الحیه، معاون رهبر حماس مستقر در قطر و مذاکره‌کننده اصلی حماس در مذاکرات گروگان‌گیری نیز اعلام کرد که گروگان‌ها تا زمانی که اسرائیل از نوار غزه خارج نشود، آزاد نخواهند شد. وی گفته بود که سنوار، برخلاف ادعای مقامات اسرائیلی، در میانه نبرد و نه در تونل‌ها، در میانه میدان نبرد کشته شد. دفتر سیاسی حماس نیز مرگ سنوار را «دردناک و ناراحت‌کننده» خواند. اما گفت که «بیرق او سقوط نخواهد کرد.»

### اسرائیل
یوآف گالانت، وزیر دفاع اسرائیل در توئیتی نوشت: «اسرائیل متعهد است تروریست‌ها را در هر کجا که هستند از بین ببرد». وی با بیان اینکه این کشتار پیام روشنی برای همه خانواده‌های قربانیان و خانواده‌های گروگان‌ها دارد، تصریح کرد: «ما هر کاری انجام می‌دهیم تا به کسانی که به عزیزان شما آسیب رسانده‌اند برسیم و گروگان‌ها را آزاد کنیم و به خانواده‌هایشان بازگردانیم. و افزود که این پیامی روشن برای ساکنان غزه است. مردی که فاجعه و مرگ را برای نوار غزه به ارمغان آورد، مردی که شما را در نتیجه اقدامات جنایتکارانه خود به دردسر انداخت - پایان این مرد فرا رسیده است. وقت آن است که بیرون بروید، گروگان‌ها را آزاد کنید، [برای کسانی که درگیر جنگ هستند] دست‌های خود را بالا ببرید، با گروگان‌ها بروید، آنها را آزاد کنید و تسلیم شوید».
بنیامین نتانیاهو نخست‌وزیر اسرائیل، مرگ سنوار را «آغاز روز پس از حماس» اعلام کرد و قول داد که این گروه دیگر بر غزه حکومت نخواهد کرد. او مردم غزه را خطاب قرار داد و بر آن به عنوان فرصتی برای آنها تأکید کرد که «در نهایت از ظلم خود رهایی پیدا کنند». نتانیاهو به شبه‌نظامیان حماس هشدار داد که رهبران آن‌ها در حال فرار هستند و حذف خواهند شد و اظهار داشت که کسانی که گروگان‌ها را آزاد می‌کنند در امان خواهند بود اما عواقب سختی در انتظار هر کسی است که به آن‌ها آسیب برساند. وی تأکید کرد که مرگ سنوار بر اهمیت تلاش‌های مستمر اسرائیل به‌ویژه عملیات رفح که رهبران کلیدی حماس در آن پنهان شده بودند، تأکید کرد و بر فرصت توقف «محور شرارت» و ساختن آینده‌ای بهتر تأکید کرد.
یائیر لاپید، رهبر اپوزیسیون اسرائیل گفت که دولت باید از فرصت استفاده کرده و قاطعانه در مورد گروگان‌ها عمل کند. ارزش پول اسرائیل پس از کشته شدن سنوار، ۱٫۴ درصد افزایش یافت.

### ایران

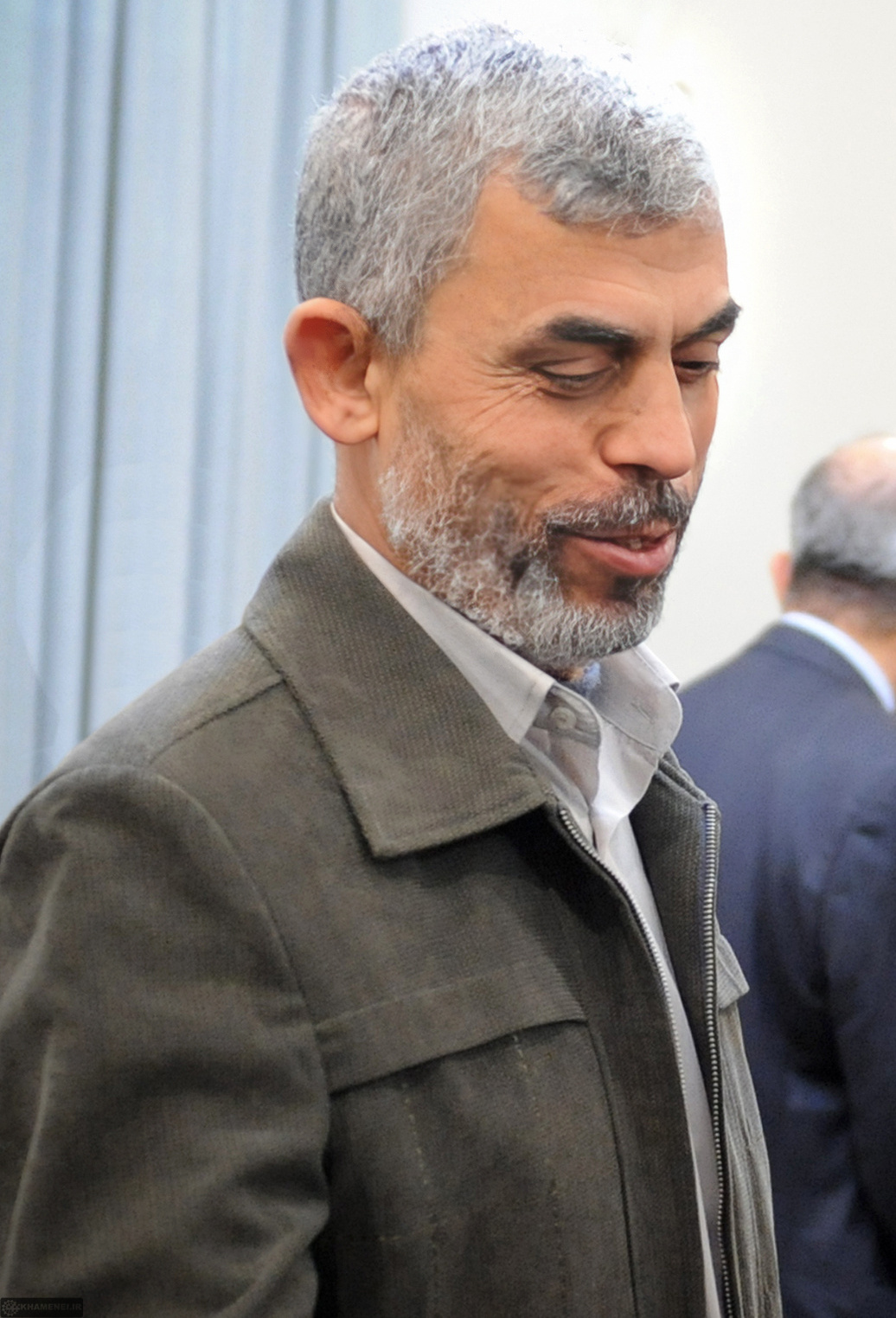
سنوار در سال ۲۰۱۲ در دیدار با رهبر جمهوری اسلامی ایران در تهران

رسانه‌های خبری دولتی ایران، مرگ سنوار را «شهادت» توصیف کردند و از او به دلیل جان باختن در مبارزه با اسرائیل در غزه تمجید کردند. مسعود پزشکیان، رئیس‌جمهور وقت ایران در پیامی گفت: «دشمن آگاه باشد که با شهادت سرداران، قهرمانان و فرماندهان، خللی در مقاومت امت اسلامی در برابر زور و اشغال ایجاد نخواهد شد».

### ناتو
مارک روته، دبیرکل ناتو گفت: «سنوار به‌طور گسترده به عنوان معمار حملات تروریستی ۷ اکتبر ۲۰۲۳ به اسرائیل شناخته می‌شود. من آن‌ها را محکوم کرده‌ام، همه متحدان آن‌ها را محکوم کرده‌اند. هر روح منطقی در جهان آنها را محکوم کرده است. «پس اگر مرده باشد، شخصاً دلم برایش تنگ نخواهد شد».

### بریتانیا
جان هیلی، وزیر دفاع بریتانیا، اظهار داشت که در حالی که بریتانیا هنوز منتظر تأیید مرگ سنوار است، وی خاطرنشان کرد: «من برای مرگ رهبر تروریستی مانند سنوار سوگواری نخواهم کرد - کسی که مسئول حمله تروریستی در ۷ اکتبر بود». هیلی اضافه کرد که او و دولت بریتانیا به رسمیت می‌شناسند که این حمله «نه تنها باعث تاریک‌ترین و مرگبارترین روز برای یهودیان از زمان جنگ جهانی دوم شد، بلکه باعث بیش از یک سال درگیری و سطح غیرقابل تحمل تلفات غیرنظامیان فلسطینی شد».

### روسیه
به دنبال انتشار اخبارِ کشته شدن یحیی سنوار، دمیتری پسکوف، سخنگوی کرملین بیان داشت که «فاجعه انسانی در غرب آسیا و تبعات آن برای مردم غیرنظامی در نوار غزه و لبنان باعث نگرانی فراوان مسکو شده‌اند».

### چین
سخنگوی وزارت امور خارجه چین: «چین این خبر را (کشته شدن سنوار را) پیگیری می‌نماید و و ما بر این باوریم که در حال حاضر، اولویت، اجرای کامل و مؤثر قطعنامه‌های شورای امنیت، برقرار نمودن هر چه سریع تر آتش‌بس، محافظت نمودن از غیرنظامیان، تضمین مساعدتهای بشردوستانه و ممانع از تشدید درگیری می‌باشد».

### ایالات متحده آمریکا
جو بایدن، رئیس‌جمهور آمریکا با صدور بیانیه‌ای اعلام کرد:
«امروز روز خوبی برای اسرائیل، آمریکا و جهان است و سنوار به عنوان رهبر گروه تروریستی حماس مسئول این قتل‌ها بوده است. هزاران اسرائیلی، فلسطینی، آمریکایی و شهروندان بیش از ۳۰ کشور جهان».
بایدن، ارتش اسرائیل را به خاطر تعقیب رهبران حماس ستایش کرد و این عملیات را با حمله سال ۲۰۱۱ که اسامه بن لادن را کشت، مقایسه کرد. وی با تأکید بر اینکه اسرائیل حق دارد حماس را از بین ببرد، تأکید کرد که این گروه دیگر نمی‌تواند حملاتی مانند حمله ۷ اکتبر انجام دهد. بایدن اظهار داشت که مرگ سنوار «یک مانع غیرقابل عبور» را از بین برد و امیدی را برای آینده‌ای بدون حماس در غزه ایجاد کرد و درها را برای حل و فصل سیاسی که به نفع اسرائیلی‌ها و فلسطینی‌ها باشد، باز کرد.

### حزب‌الله
حزب‌الله لبنان که در حال جنگ با اسرائیل است، اعلان داشت که برای سنوار نیز سوگوار است. حزب‌الله با صدور بیانیه ای تسلیت صمیمانه خود را اعلام نمود و بر تعهد خود به «حمایت از مردم فلسطین» تأکید کرد.و اعلام کرد که در حال گذار به «مرحله جدید و تشدید شده» در «مقابله با دشمن اسرائیلی» هستند.

### فتح
فتح، حزب سیاسی سکولار فلسطینی، به صدور بیانیه جداگانه‌ای پرداخت و تأکید داشت: «رویکرد اسرائیل در کشتار و تروریسم در تضعیف عزم مردم ما برای دستیابی به حقوق ملی برحق آزادی و استقلال غالب نخواهد شد».

### ترکیه
هاکان فیدان، وزیر امور خارجه ترکیه با اعضای دفتر سیاسی حماس گفتگو کرد و کشته شدن سنوار را تسلیت گفت. وی همچنین بیان داشت که «ترکیه تمام تلاش‌های دیپلماتیک را برای جمع‌آوری جامعه بین‌المللی در واکنش به فاجعه انسانی در غزه به کار خواهد گرفت.»